# La Trace de Kandia
Pour plus de détails, voir Fiche technique et Distribution.
La Trace de Kandia est un documentaire franco-guinéen réalisé par Laurent Chevallier, sorti en 2014.

## Synopsis
Le documentaire résumé la vie de Sory Kandia Kouyaté, dit « la voix d’or du Manding », un griot né en 1933 et mort en 1977. Il fut un chanteur emblématique d’une Afrique de l'indépendance. Pour raconter cette légende chantante, Kabinet Kouyaté  retourne en Guinée pour remonter sur les traces de son père Kandia, retrouver les lieux, rencontrer les témoins et chercher l’homme qu’était son père derrière la légende de sa voix d’or,,.

## Fiche technique
- Titre français : La trace de kandia
- Réalisateur : Laurent Chevallier
- Scénario :
- Productrice :
- Photo :
- Montage :
- Musique et chansons :
- Genre : documentaire
- Durée : 65 minutes
- Sortie : 2014